# NGC 4217
NGC 4217 ist eine Spiralgalaxie vom Hubble-Typ Sb im Sternbild Jagdhunde am Nordsternhimmel. Sie ist schätzungsweise 49 Millionen Lichtjahre von der Milchstraße entfernt und hat einen Durchmesser von etwa 75.000 Lichtjahren. Bei dem Objekt handelt es sich um eine sogenannte Edge-On-Galaxie, d. h. wir sehen sie genau in Kantenstellung. Die Spiralarme erscheinen hier nur als dunkle staubhaltige Wolken, beleuchtet vom hellen Zentrum der Galaxie. Gemeinsam mit NGC 4226 bildet sie das, optische, Galaxienpaar Holm 354.
Im selben Himmelsareal befinden sich u. a. die Galaxien NGC 4220, NGC 4231, NGC 4232, NGC 4248.

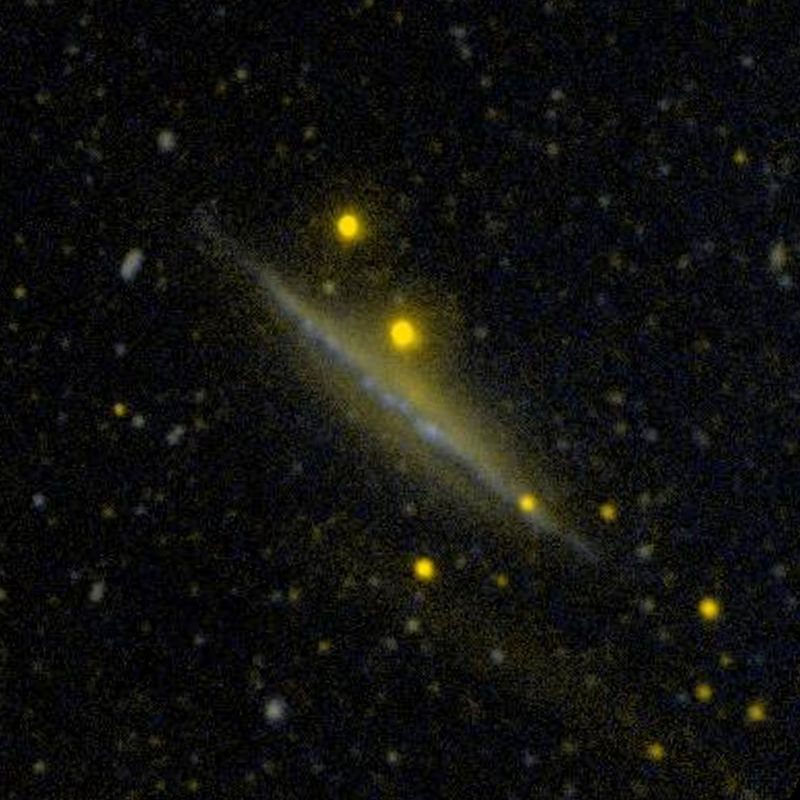
UV-Aufnahme (GALEX)
Hochaufgelöste Detailaufnahme des Hubble-Weltraumteleskops

Das Objekt wurde am 10. April 1788 von dem Astronomen Wilhelm Herschel mit Hilfe seines 18,7 Zoll-Spiegelteleskops entdeckt.